# Heterofragilia fimbriata
Heterofragilia fimbriata är en havsspindelart som beskrevs av Hedgpeth, J.W. 1943. Heterofragilia fimbriata ingår i släktet Heterofragilia och familjen Ammotheidae. Inga underarter finns listade i Catalogue of Life.